# Merzig-Wadern (district)
Districtul Merzig-Wadern este un district rural (în germană Landkreis) în landul Saarland, Germania.
1. 1 2 3  GeoNames